# Mars Global Surveyor
Mars Global Surveyor (MGS) je planetární sonda americké NASA. Sonda byla vytvořena ve spolupráci NASA a Jet Propulsion Laboratory (JPL). Sonda byla vypuštěna v listopadu 1996 a oběžné dráhy Marsu dosáhla v září 1997. Svou primární misi dokončila v lednu 2001.
2. listopadu 2006 (krátce před 10. výročím jejího startu) se se sondou nepodařilo znova navázat spojení, vzhledem k předchozím problémům se slunečními panely sonda pravděpodobně nedokázala udržovat správné nastavení ke Slunci a neměla tedy dost energie pro svůj provoz. O tři dny později byl zachycen slabý signál oznamující, že sonda přešla do nouzového režimu. Podle prohlášení JPL je nutné sondu považovat za ztracenou. V lednu 2007 NASA misi oficiálně ukončila.

## Přístroje
- Mars Orbiter Camera – fotografická kamera pro širokoúhlé i detailní snímky s rozlišením až 0,5 m/pixel (toho rozlišení je dosahováno speciální technikou s pomocí rotace sondy, běžné rozlišení je 1,5 m/pixel)
- Mars Orbiter Laser Altimeter (MOLA) – laserový výškoměr pro měření výšek hor a hloubek údolí
- Thermal Emission Spectrometer – spektrometr zkoumající atmosféru a povrch pomocí vyzařovaného tepla
- Electron Reflectometer – magnetometr pro výzkum slabého magnetického pole Marsu